# Ceromasia auricaudata
Ceromasia auricaudata là một loài ruồi trong họ Tachinidae.